# 何福進
何福进（889年—954年），字善长，五代十国后唐、后晋、后汉、后周官员，太原人。
父亲何神剑，赠左骁卫大将军。何福进年少从军，以骁勇知名。后唐同光末年，郭从谦率兵围唐庄宗于大内，何福进当时为宿卫军校，独出死力拒战。唐明宗即位后，擢升他为捧圣军校，出任磁州刺史，充北面行营先锋都校。清泰年间，自彰圣都虞候率本军跟随范延光平邺都，以功历任郑州防御使、隴州防御使。开运年间，由颍州团练使入朝为左骁卫大将军。契丹国灭后晋，令中原文武臣僚数十人随帐北归，何福进也在其中。行至镇州，听说耶律德光已死，其党尚据镇州，于是和李筠、白再荣等人合谋力战，逐出契丹，据有镇州。刘知远在河东称帝，下诏以何福进为北面行营马步都虞候，拜曹州防御使、检校太保。郭威出镇邺都，计划北伐，上奏以何福进相随。郭威入汴京，何福进以辅佐之功，拜为忠武军节度使，数月后，移领镇州。数年之间，北边无事。郭威将南郊祭祀，拜章入觐，改任天平军节度使，加同平章事。还没有出发，显德元年正月，在东京私第去世，年六十六岁。赠中书令。其子何继筠，在宋朝担任建武军节度使。